# Municipio de Abbotts Creek (condado de Forsyth)
El municipio de Abbotts Creek (en inglés: Abbotts Creek Township) es un municipio ubicado en el  condado de Forsyth en el estado estadounidense de Carolina del Norte. En el año 2000 tenía una población de 12.869 habitantes.

## Geografía
El municipio de Abbotts Creek se encuentra ubicado en las coordenadas 36°05′01″N 80°07′54″O / 36.08361, -80.13167.